# Sant Julià de Tarroja de Segarra
Sant Julià de Tarroja de Segarra és una església amb elements barrocs de Tarroja de Segarra (Segarra) inclosa a l'Inventari del Patrimoni Arquitectònic de Catalunya.

## Descripció
Ermita de petites dimensions construïda amb filades de carreus ben escairats de dimensions variables. És una construcció de nau única amb un absis quadrangular que no presenta un interès especial. En els murs Nord i Sud s'hi poden observar grans constraforts de pedra que sustenten l'edifici.Presenta un campanar d'espadanya amb una única obertura i una coberta a dos aigües.
A l'interior de la nau observem una imatge de Sant Julià dins una fornícula oberta a l'àbisis.

## Història
No s'hi celebra altra festa que la del dilluns de Pasqua.